# Валентин Стефанов
Валентин Стефанов (Valentin Stefanoff) е съвременен български художник. Работи предимно в областта на видеоарта.

## Биография
Роден е през 1959 г. в София. Завършва ВИИИ „Николай Павлович“ в София (1985).
В края на 80-те и началото на 90-те години се фокусира върху графиката. При първото си участие в Международното биенале на графиката във Варна печели Първа награда. След 1995 г. фокусът на художествените му проекти се премества към инсталации, видеоклипове, фотография и обекти. Работи с материали като плексиглас, восък, стъкло и метал. Неговите творби често разчитат на взаимодействието между призрачна прозрачност и физическа плътност, зависима от сенките, хвърлени върху предметите. Звукът и текстът също са ключов компонент на неговото изкуство.
Заедно с Нина Ковачева осъществява много от проектите си като част от артгрупата „ninavale“.
За видео инсталацията „In the Out“ (съвместно с Нина Ковачева), показана на 4-тото Биенале в Цетине – 2002, получава годишната награда за изкуство на ЮНЕСКО.
Живее и работи в Париж.

## Изложби
- 2018 – „0 за Черно 1 за Бяло“, Софийска градска художествена галерия, София (самостоятелна ninavale)
- 2017 – „Изкушенията на ninavale“, Национална галерия на Македония, Скопие, Македония (самостоятелна ninavale)
- 2017 – „Le Musée a 30 ans!“, Музей за модерно и съвременно изкуство, Сент Етиен, Франция
- 2017 – „Distinction“, Музей Гуо Шанг, Пекин, Китай
- 2015 – „Изкуство за промените 1985 – 2015“, СГХГ, София
- 2012 – „Физика и метафизика на тъмното петно“, Галерия Аросита, София (самостоятелна)
- 2012 – „Възможната история“, СГХГ, София
- 2012 – „Защо Дюшан? От обекта към музея и обратно“, САМСИ, София
- 2010 – „Close Encounter“, Музей Джежу, Южна Корея
- 2010 – „Surplus Enjoyment“, Музей за съвременно изкуство, Тайпе, Тайван (самостоятелна ninavale)
- 2008 – „Shifting Identity“, Ли Спейс, 798, Пекин, Китай
- 2008 – „Micro-Narratives“, Музей за модерно и съвременно изкуство, Сент Етиен, Франция
- 2008 – „Биенале за съвременно изкуство“, Квебек, Канада
- 2008 – „European Attitude“, Зендай Музей за модерно изкуство, Шанхай, Китай
- 2007 – „Face“, ZONE Челси Център за съвременно изкуство, Ню Йорк, САЩ
- 2007 – „Желанието и Съпротивата определят преместването“, Музей за модерно и съвременно изкуство, Страсбург, Франция
- 2007 – „Micro-narratives“, Октоберски салон, Белград, Сърбия[2]
- 2006 – „Игра за две ръце и черно“, фасада на Национална художествена академия, София (самостоятелна ninavale)
- 2006 – „Phases of Accumulation and Extraction in a Limited Space“, Музей за модерно и съвременно икуство, Страсбург
- 2006 – „ASIA – EUROPE Mediations“, Национален музей, Познан, Полша
- 2005 – „Отвъд Видимото“, Hационален музей за съвременно изкуство, Букурещ, Румъния (самостоятелна ninavale)
- 2005 – „Two Asias, Two Europes“, Долун Музей за съвременно изкуство, Шанхай, Китай
- 2005 – „Фази на Натрупване и отнемане в ограничено пространство, НХГ, София (самостоятелна ninavale)
- 2004 – „Sometimes close is more open then open …“, Център за съвременно изкуство, Aнемас, Франция
- 2004 – „Отвъд видимото“, видео прожекция в публично пространство, Париж, Франция
- 2004 – „Cosmopolis“, Македонски музей за съвременно изкуство, Солун, Гърция
- 2003 – „Експорт – Импорт“, СГХГ, София
- 2003 – „Currency“, Галерия Мабел Сумлер, Париж, Франция (самостоятелна)
- 2002 – „Мокар Конаткт“, Kунстхале, Хановер, Германия
- 2000 – „Отворено-Затворено“, Музей за съвременно изкуство, Белград, Сърбия (самостоятелна)
- 2000 – „Идентификация на пространството“, Gallery Luc Queyrel, Париж, Франция (самостоятелна)